# أندريانا يانيفسكا
أندريانا يانيفسكا (بالمقدونية: Андријана Јаневска) هي مغنية وموسيقية مقدونية ولدت في يوم 6 ديسمبر 1981 في مدينة سكوبيه. بدأت الغناء في سنة 1998 واشتهرت في البلقان.